# Yacine Benzaid
Yacine Benzaid – algierski zapaśnik walczący w obu stylach. Brązowy medalista igrzysk afrykańskich w 1991. Zdobył srebrny medal na igrzyskach śródziemnomorskich w 1991. Zdobył pięć medali na mistrzostwach Afryki w latach 1989 – 1992 roku.